# Matías Platero
Matias Platero (San Juan, 17 ottobre 1988) è un hockeista su pista argentino.

## Palmarès

### Club

#### Competizioni nazionali
- Coppa Italia: 2

Amatori Lodi: 2011-2012
Valdagno 1938: 2013-2014
- Campionato portoghese: 2

Sporting CP: 2017-2018, 2020-2021
- Elite Cup: 1

Sporting CP: 2018

#### Competizioni internazionali
- Campionato sudamericano: 1

Concepción: 2006
- Coppa del Mondo per club: 1

Reus Deportiu: 2008
- CERH European League: 4

Reus Deportiu: 2008-2009, 2016-2017
Sporting CP: 2018-2019, 2020-2021
- Supercoppa d'Europa/Coppa Continentale: 2

Sporting CP: 2019-2020, 2021-2022

### Nazionale
- Campionato mondiale: 1

La Roche-sur-Yon 2015
- Coppa delle Nazioni: 1

2017